# Jean De Geer (1632–1696)
Jean (Johannes) De Geer d.ä, född 11 juni 1632 i Amsterdam, död 1 juni 1696 på Godegård, var en svensk brukspatron.

## Biografi
Jean De Geer var den femte i ordningen av Louis De Geers och Adrienne Gérards sex söner. Han gifte sig 1674 med Sara Hovius som var änka efter inspektorn på Godegård Isak Bex och hade med honom fem barn, i äktenskapet med Jean föddes barnen Jean 1675 och Louis 1677. När hans far avled 1652 ärvde han egendomen Godegård med underlydande gårdar i norra Östergötland samt de 1643 och 1648 frälseköpta hemmanen i södra Närke, nämligen Brerum, Håkantorp, Trehörningen, Önnabo, Aboda, Norra Björnfall, Blackfärd, Dammen, Kättstorp, Runsala, Skepphult, Solberga och Tillefärd. Till en början utökade han sina ärvda ägor, men tvingades sedan sälja ett stort antal hemman under 1680-talet. Han och hans bröder drabbades hårt av Karl XI:s reduktion där han bara kunde behålla bland annat Dammfrälset och Skyllbergsgodset. Under hans tid ödelades gruvorna i Godegård och socknen miste sina bergslagsprivilegier. Under 1679 köpte han två hemman i Isåsen och under 1680-talet köpte han en tredjedel av den närbelägna bergsmannamasugnen Dammen. Båda masugnarna fick vatten från samma damm, vilket ofta ledde till tvister om vattentillförseln. De Geer favoriserade sin egen masugn, varför hyttlaget försökte lösa ut De Geer eller förmå honom att endast blåsa sin hytta vart tredje år. Denna träta mellan ägarna till Trehörningen och Dammen återkom ofta under de 200 åren som masugnarna var i drift. Det förekom dessutom flera tvister om malm, kol och ved. Bergsmännen hade rätt att bryta malm i gamla gruvor, men hindrades att ta ved från de kringliggande frälseskogarna. Vidare begränsades bergsmännens tillgång till nya malmfyndigheter genom att de köptes upp av De Geer. Det var troligen De Geer som uppförde den första sätesbyggnaden i Godegård. Han avled 1696 och hans änka kom att driva egendomen fram till 1704 då sonen Jean De Geer den yngre tog över ansvaret för Godegård och Mariedam medan Louis De Geer (1677–1735) tog över Skyllbergs bruk.
Han är begravd i Godegårds kyrka.

### Familj
De Geer gifte sig 27 november 1674 i Stockholm med Sara Catharina Hovius. Hon var änka efter kommissarien Isak Bex. De Geer och Hovius fick tillsammans barnen brukspatronen Jean De Geer den yngre (1675–1740) och brukspatronen Louis De Geer (1677–1735).